# Danny O'Connor
Daniel O'Connor est un boxeur américain d'origine irlandaise né le 30 mars 1985 à Framingham, Massachusetts.

## Carrière amateur
O'Connor a tenté de se qualifier avec l'équipe américaine pour les Jeux olympiques de Pékin en 2008 mais il a perdu contre Javier Molina. La même année, il gagne néanmoins les Golden Gloves dans la catégorie des super-légers ainsi que le titre de champion des États-Unis. Son palmarès est de 95 victoires et 8 défaites.

## Carrière professionnelle
En contrat avec Warriors Promotion, il gagne son premier combat professionnel le 19 mars 2010 contre Franklin Gonzalez par arrêt de l'arbitre à la seconde reprise.
En 2012, Ken Casey, leader du groupe Dropkick Murphys annonce qu'il managera O'Connor afin de remettre la boxe au goût du jour à Boston.
Le 24 mai 2012, O'Connor affronte Daniel Sostre au House of Blues de Boston.